# Webster megye (Mississippi)
Webster megye az Amerikai Egyesült Államokban, azon belül Missisippi államban található. Megyeszékhelye Walthall, legnagyobb városa Eupora. Lakosainak száma 9926 fő (2020. április 1.). Webster megye Calhoun, Choctaw, Chickasaw, Clay, Oktibbeha, Grenada és Montgomery megyékkel határos.

## Népesség
A megye népességének változása:
| Lakosok száma | 10 290 | 10 130 | 10 074 | 9987 | 9899 | 9926 |
|               | 2010   | 2011   | 2012   | 2013 | 2015 | 2020 |